# Ford Consul (1950–1962)
Ford Consul är en personbil, tillverkad i två generationer av biltillverkaren Fords brittiska dotterbolag mellan 1950 och 1962.
Brittiska Fords systermodeller Consul och Zephyr presenterades på bilsalongen i London 1950. De markerade ett stort tekniksteg för konservativa Ford, som äntligen kunde erbjuda sina kunder moderniteter som toppventilsmotor, hydrauliska bromsar, individuell framvagnsupphängning med McPherson fjäderben samt självbärande kaross. 
Ford byggde bara fyrdörrars sedaner, men fristående karossbyggare erbjöd alternativ som en herrgårdsvagn från Abbott och en cabriolet från Carbodies.

## Versioner
| Modell | Motor              | Cylindervolym | Effekt | Bränslesystem   |
| ------ | ------------------ | ------------- | ------ | --------------- |
| Consul | 4-cyl radmotor ohv | 1508 cm³      | 47 hk  | Enkel förgasare |

## Mk II (1956-62)
Den andra generationen hade nya, större karosser och större motorer. 1959 fick bilarna en uppdatering, med lägre taklinje och en ny instrumentbräda. Från 1961 fick bilarna skivbromsar på framhjulen.
Abbott och Carbodies fortsatte att erbjuda kombi- och cabriolet-varianter.
Versioner:
| Modell | Motor              | Cylindervolym | Effekt | Bränslesystem   |
| ------ | ------------------ | ------------- | ------ | --------------- |
| Consul | 4-cyl radmotor ohv | 1703 cm³      | 65 hk  | Enkel förgasare |